# Гоковці
Гоковце (словац. Hokovce) — село, громада округу Левіце, Нітранський край. Кадастрова площа громади — 14.4 км². Протікає річка Веперець.
Населення 488 осіб (станом на 31 грудня 2018 року).

## Історія
Гоковце згадується 1245 року.

## Населення
| Рік:            | 1994. | 2004.   | 2014.    | 2024.   |
| --------------- | ----- | ------- | -------- | ------- |
| Кількість осіб: | 615   | 569     | 509      | 499     |
| Різниця:        |       | -7,47 % | -10,54 % | -1,96 % |

| Рік:            | 2023. | 2024.   |
| --------------- | ----- | ------- |
| Кількість осіб: | 487   | 499     |
| Різниця:        |       | +2,46 % |